# Campolongo Maggiore
Campolongo Maggiore ist eine Gemeinde mit 10.720 Einwohnern (Stand 31. Dezember 2023) in der Metropolitanstadt Venedig der Region Venetien in Italien. Sie bedeckt eine Fläche von 23 km².
Der Ort ging aus den Gemeinden Liettoli, Bojon und Campolongo hervor, die 1815 vereinigt wurden. Älteste Siedlungsreste reichen bis in das 13. oder 12. Jahrhundert v. Chr. zurück.

## Geschichte
Ein bronzezeitlicher Fund, der sich in der Soprintendenza Archeologica del Veneto in Padua befindet, belegt, dass bereits im 13. oder 12. vorchristlichen Jahrhundert Menschen die Località, also den Ortsteil Bojon bewohnten. Es handelt sich um eine Fibel von 3,3 mal 9 cm, die in einer Urne gefunden wurde. Sie weist eine unleserliche Buchstabenfolge auf, die wohl den Hersteller nannte. Das Dorf umfasste eine Fläche von 6 Hektar, musste jedoch wegen Überschwemmungen im 9. Jahrhundert v. Chr. aufgegeben werden. Heute liegt es 1,5 m unter der Erdoberfläche.
Vom 9. bis 2. Jahrhundert bewohnten Veneter das Gebiet. Sie übten einen intensiven Totenkult, Überreste sind u. a. ein Bronzereif, ein Stein mit venetischer Schrift, aber auch Münzen, bronzene Votivgaben, aber auch Keramik, die den Nachweis für den regionalen Handel mit Adria, Este und Padua liefert, aber auch mit Griechenland. Titus Livius berichtet, wie 302 v. Chr. der Sohn des Spartanerkönigs Kleomenes II. (Κλεώνυμος) in die nördliche Adria gelangte, und dort Dörfer plünderte, bis die Veneter ihn zum Abzug zwangen.
Im 2. Jahrhundert v. Chr. riefen Paduaner die Römer, um die Streitigkeiten zwischen den lokalen Familien zu schlichten. Sie teilten das Land neu auf, bildeten Soldatengüter und bauten Gräben und Straßen. Vom 4. bis ins 8. Jahrhundert dürften zahlreiche Bewohner in die Lagune geflohen sein, um den Kämpfen mit Hunnen, Goten, Langobarden, Ungarn und Sarazenen zu entrinnen.
897 schenkte König Berengar I. dem Bischof von Padua Pietro II. den Ort Campolongo samt seiner Besitztümer und Rechte, wobei hier an wirtschaftliche Nutzung zu denken ist. Das Dorf gehörte zu einer curtis, einer Grundherrschaft namens Sacco oder Saccisica. Im 11. Jahrhundert schenkte Ugo, der Graf von Padua, dem Kloster San Cipriano auf Murano das Dorf.
Die Zugehörigkeit zu Padua führte dazu, dass nach 1205 von dort ein Podestà eingesetzt wurde. Der Ort wurde zu einem der Schauplätze der Kämpfe zwischen Venedig und Padua.
Auch wenn der Ort nicht zu Venedig gehörte, so war er doch stark von dessen Politik betroffen. Um eine Verlandung der Lagune zu verhindern, leitete Venedig den Brenta zwischen 1488 und 1507 um, und es entstand der Brenta Nuovo oder Brentone, der den Fluss von Dolo nach Conche leitete. Doch dies erwies sich für Bojon und Corte als höchst gefährlich, so dass 1610 der Brenta Nuovissimo entstand.
Bis zur Fertigstellung der Arbeiten durch die Österreicher im Jahr 1858, als die Cunetta entstand, wurde das Ortsgebiet immer wieder überschwemmt. 1791 ließ der Zerfall im Ortsteil Vasi den Cornio verlanden. Im folgenden Jahrhundert ereigneten sich fünf große Überflutungen; die schlimmste fand 1882 statt, als das Wasser von August bis Oktober auf den Feldern blieb. Auch vom schweren Hochwasser von 1966 war die Gegend betroffen.
1806 machte Napoleon die kleinen Gemeinden Liettoli, Bojon und Campolongo zu Kommunen des Départements Brenta (heute Provinz Padua), doch bereits 1807 wurden sie dem Département Adria zugeschlagen (heute Provinz Venedig).

Lage des Ortes im Südwesten der Metropolitanstadt Venedig

1815, mit der Zuordnung zum österreichischen Königreich Lombardo-Venetien, wurden die drei Gemeinden zur Kommune Campolongo Maggiore vereint. 1867 erhielt die Gemeinde Campolongo die königliche Erlaubnis, sich offiziell in Campolongo Maggiore umzubenennen, eine Bezeichnung, die bereits 1815 gebräuchlich war. Sie hatte 1831 2.662 Einwohner. Doch viele von ihnen wanderten angesichts der Armut aus, vor allem nach Nordamerika. 1870 gab es im Ort zwei Windmühlen, doch mahlten sie nur für den Eigenbedarf des Dorfes. Nur geringe Mengen wurden ausgeführt. Anfang des 20. Jahrhunderts konnte die 1902 in Genua gegründete Sozialistische Partei vielfach die Mehrheit erringen, und auch in Campolongo stimmten 1919 42 % der Wähler für die Sozialisten.
Offenbar kam es zu Anfang der faschistischen Herrschaft zu lokalen Widerständen, so dass sich Mussolini selbst am 24. November 1926 bemüßigt fühlte, den Präfekten von Venedig anzuweisen, die Brandstifter von Campolongo besonders hart zu bestrafen. Während der späten faschistischen Zeit operierten am unteren Brenta, in einem ebenen, sehr übersichtlichen, und damit für Partisanen sehr gefährlichen Gebiet, drei Gruppen. Eine von ihnen, die kommunistische 1. Brigade Gramsci, operierte auf Weisung der Brigade Garibaldi in Padua im Gebiet zwischen Codevigo, Strà und Chioggia in kleinen Gruppen. Zu ihrem Gebiet gehörte auch die Gemeinde Campolongo Maggiore.